# John Candy
 (novembre 2024).
Pour les articles homonymes, voir Candy.
John Candy, né le 31 octobre 1950 à Toronto (Ontario, Canada), et mort le 4 mars 1994 à Durango (Mexique), est un humoriste et acteur canadien.

## Biographie

### Enfance et début de sa carrière
John Franklin Candy naît le 31 octobre 1950 à Toronto et grandit à Newmarket, fils de Sidney James Candy et Evangeline Candy née Aker. Il a un frère aîné, Jim. Son père décède à l'âge de 35 ans d'une attaque cardiaque alors que John n'a que 3 ans (le grand-père de John avait également succombé à une attaque cardiaque). Il suit les cours de la Neil McNeil High School pour garçons. John est un bon élève et un bon joueur de football canadien, qui souhaite étudier le journalisme.
Il débute à la Second City, un cabaret d'improvisation comique situé à Chicago,[source secondaire souhaitée].
Il fait une première apparition en 1973 dans le film Class of '44 (en), sans être crédité. Il joue ensuite dans quelques films à petit budget. Il interprète en 1976 un second rôle avec Rick Moranis sur la vie de l'animateur Peter Gzowski.
John Candy était ami avec l'acteur canadien Dan Aykroyd, membre des Blues Brothers, et célèbre pour les films S.O.S. Fantômes et Un fauteuil pour deux.

### Consécration
Étant membre du Second City, il acquiert une large popularité grâce à Second City Television (SCTV), série télévisée humoristique à laquelle il participe de 1976 à 1979 en prêtant ses traits à plusieurs personnalités tels qu'Orson Welles, Julia Child, Luciano Pavarotti, Divine, Curly Howard, Richard Burton, Tip O'Neill, Jimmy the Greek (en), Hervé Villechaize et Alfred Hitchcock, mais également des personnages tels que Johnny LaRue, l'auteur de l'horreur en 3-D Doctor Tongue, le flagorneur et facilement amusé acolyte de talk-show William B. Williams, et Tommy Shanks, maire corrompu de Melonville.
Il officie au programme avec Eugene Levy, Andrea Martin, Catherine O'Hara, Harold Ramis et Dave Thomas.
L'année de son départ du SCTV, il fait partie de la distribution du film 1941, de Steven Spielberg, dans lequel il joue aux côtés de John Belushi et Dan Aykroyd, duo qu'il retrouve en 1980 dans Les Blues Brothers, où il incarne Mercer, l'officier de probation de Jake.
En 1981, il obtient le rôle de l'affable et aimable Dewey "Ox" Oxberger dans Les Bleus, qui obtient un succès critique et commercial et prête sa voix à un personnage du film d'animation Métal hurlant.
De 1981 à 1983, il participe au SCTV Network 90[source secondaire souhaitée], suite du SCTV, qui lui permet avec les membres du casting d'obtenir plusieurs nominations aux Emmy Awards.
Après plusieurs films, des apparitions au Saturday Night Live, il est approché pour incarner Louis Tully dans S.O.S. Fantômes, mais n'obtient pas le rôle en raison d'idées incompatibles quant à la façon de jouer le personnage (il apparait toutefois dans le clip de Ghostbusters, de Ray Parker Jr.).
En 1984, il devient le frère coureur de jupons de Tom Hanks dans Splash, considéré comme le rôle qui l'a véritablement révélé, son rôle lui vaut une nomination au Saturn Award du meilleur acteur dans un second rôle.
Bien qu'une partie de ses films suivants soit de qualité inférieure en second rôle, il parvient à s'imposer comme tête d'affiche dans des longs-métrages encensés par le public et la critique tels qu'Un ticket pour deux et L'Oncle Buck, tous deux réalisés par John Hughes. En 1987 Mel Brooks lui offre son rôle le plus populaire dans la comédie La Folle Histoire de l'espace (une parodie de Star Wars), John incarne Beurk, l'homme-chien (inspiré de Chewbacca), partenaire du capitaine Yop Solo.
Les années 1990 semblent marquer un déclin dans sa carrière, avec des films de moindre importance et notamment Tribunal fantôme, qui lui vaut d'être nommé au Razzie Awards. Il apparait néanmoins dans un rôle secondaire (celui de Gus Polinski) dans Maman, j'ai raté l'avion !, énorme succès de l'année 1990 produit et écrit par John Hughes.
Durant cette période il tente de relancer sa carrière en élargissant sa gamme et en jouant des rôles plus dramatiques : après la comédie dramatico-romantique Ta mère ou moi, il joue le rôle sérieux de l'avocat Dean Andrews dans le JFK d'Oliver Stone.
En 1993, il tourne Canadian Bacon, de Michael Moore. La même année, il devient l'entraîneur d'une équipe de bobsleigh jamaïcaine dans Rasta Rockett de Jon Turtletaub, dernier film sorti de son vivant.

### Décès
John Candy meurt le 4 mars 1994 à Durango, au Mexique, des suites d'une crise cardiaque pendant le tournage de Pionniers malgré eux.
Aux prises avec l'obésité tout au long de sa vie d'adulte, il avait fait un effort important pour améliorer sa santé, en arrêtant de fumer et en perdant du poids la dernière année de sa vie. En 1994, il appelle ses amis durant le tournage de Pionniers malgré eux, notamment Larry Smith, commissaire de la Ligue canadienne de football de 1992 à 1997, et leur annonce qu'il vient de se séparer de son équipe et de la mettre en vente. Il appelle ensuite son assistant, qui l'invite à jouer au golf avec lui au printemps, quand il retournera à Toronto. Après avoir préparé des lasagnes pour ses assistants, Candy appelle les autres acteurs du film, puis va se coucher. Après minuit, le 4 mars, Candy succombe à une crise cardiaque durant son sommeil à l'âge de 43 ans.
Ses funérailles se sont déroulées au Saint-Martin of Tours Church. Il est enterré au mausolée du Holy Cross Cemetery, à Culver City (Californie).

## Filmographie

### Cinéma
- 1973 : Class of '44 (en) de Paul Bogart : Paulie (non crédité)
- 1975 : It Seemed Like a Good Idea at the Time (en) de John Trent (en) : Kopek
- 1976 : Tunnel Vision (en) de Neal Israel et Bradley R. Swirnoff : Cooper
- 1976 : The Clown Murders (en) de Martyn Burke : Ollie
- 1976 : Chercher la femme (en) (Find the Lady) de John Trent (en) : Kopek
- 1978 : L'Argent de la banque (The Silent Partner) de Daryl Duke : Simonsen
- 1979 : Lost and Found de Melvin Frank : Carpentier
- 1979 : 1941 de Steven Spielberg : Soldat Foley
- 1980 : Double Negative de George Bloomfield (de) : John K
- 1980 : Les Blues Brothers de John Landis : Burton Mercer
- 1981 : Les Bleus (Stripes) d'Ivan Reitman : Ox
- 1981 : Métal hurlant (Heavy Metal) de Gerald Potterton (en) (voix)
- 1982 : It Came from Hollywood (en) (documentaire)
- 1983 : Bonjour les vacances... (National Lampoon's Vacation), d'Harold Ramis : Lasky, vigile à Walleyworld
- 1983 : Going Berserk, de David Steinberg : John Bourgignon
- 1984 : Splash, de Ron Howard : Freddie Bauer
- 1985 : Comment claquer un million de dollars par jour (Brewster's Millions), de Walter Hill : Spike Nolan
- 1985 : Follow That Bird, de Ken Kwapis : State Trooper
- 1985 : Les Chester en Floride (Summer Rental), de Carl Reiner : Jack Chester
- 1985 : Toujours prêts (Volunteers), de Nicholas Meyer : Tom Tuttle
- 1985 : Tears Are Not Enough (documentaire)
- 1986 : Armé et dangereux (Armed and Dangerous), de Mark L. Lester : Frank Dooley
- 1986 : La Petite Boutique des horreurs (Little Shop of Horrors), de Frank Oz : Wink Wilkinson
- 1987 : La Folle Histoire de l'espace (Spaceballs), de Mel Brooks : Barf
- 1987 : Un ticket pour deux (Planes, Trains & Automobiles), de John Hughes : Del Griffith
- 1988 : La Vie en plus (She's Having a Baby), de John Hughes : Chet de 'The Great Outdoors' (caméo non crédité)
- 1988 : The Great Outdoors, d'Howard Deutch : Chet Ripley
- 1988 : Hot to Trot, de Michael Dinner : Don (voix)
- 1989 : Mais qui est Harry Crumb ? (Who's Harry Crumb?), de Peter Flaherty : Harry Crumb (également producteur)
- 1989 : Cannonball III (Speed Zone!), de Jim Drake : Charlie Cronan
- 1989 : L'Oncle Buck (Uncle Buck), de John Hughes : Buck Russell
- 1990 : Masters of Menace, de Daniel Raskov : Le conducteur du camion de bière (caméo)
- 1990 : Maman, j'ai raté l'avion ! (Home Alone), de Chris Columbus : Gus Polinski
- 1990 : Bernard et Bianca au pays des kangourous (The Rescuers Down Under), d'Hendel Butoy et Mike Gabriel : Wilbur (voix)
- 1991 : Tribunal fantôme (Nothing But Trouble) de Dan Aykroyd : Dennis / Eldona
- 1991 : Une place à prendre (Career Opportunities), de Bryan Gordon : C.D. Marsh (non crédité)
- 1991 : Ta mère ou moi (Only the Lonely), de Chris Columbus : Danny Muldoon
- 1991 : Un crime dans la tête (Delirious), de Tom Mankiewicz : Jack Gable
- 1991 : JFK, d'Oliver Stone : Dean Andrews
- 1992 : Once Upon a Crime..., d'Eugene Levy : Augie Morosco
- 1993 : La Star de Chicago (Rookie of the Year), de Daniel Stern : Cliff Murdoch - Annonceur (non crédité)
- 1993 : Rasta Rockett (Cool Runnings), de Jon Turteltaub : Irv
- 1994 : Pionniers malgré eux (Wagons East), de Peter Markle : James Harlow
- 1995 : Canadian Bacon, de Michael Moore : Shérif Bud Boomer

### Télévision

#### Séries télévisées
- 1972 : Cucumber : le présentateur météo
- 1974 : The ABC Afternoon Playbreak (saison 2, épisode 6 : Last Bride of Salem) : le deuxième fils
- 1974 : Dr. Zonk and the Zunkins
- 1974 : Dr. Simon Locke (saison 4, épisode 4 : Target Ms. Blue) : Ramon
- 1975 : Dr. Simon Locke (saison 4, épisode 20 : Web of Guilt) : Richie Beck
- 1975-1976 : Coming Up Rosie (2 épisodes) : TJ
- 1976-1977 : The David Steinberg Show (6 épisodes) : Spider Reichman
- 1976-1979 : Second City TV (50 épisodes)
- 1977 : King of Kensington (saison 3, épisode 11 : The Hero) : Bandit

#### Téléfilms
- 1980 : The Courage of Kavik, the Wolf Dog de Peter Carter : Pinky
- 1985 : The Last Polka de John Blanchard : Yosh Shmenge / Pa Shmenge
- 1986 : Dave Thomas: The Incredible Time Travels of Henry Osgood de Dave Thomas : Wallace Osgood
- 1986 : The Canadian Conspiracy de Robert Boyd
- 1986 : Really Weird Tales de John Blanchard, Paul Lynch et Don McBrearty : Howard Jensen (segment Cursed with Charisma)
- 1988 : Sesame Street, Special de Jon Stone : Yosh Shmenge (segment Put Down the Duckie)
- 1989 : Who Shrunk Saturday Morning? de Doug Rogers : lui-même
- 1989 : The Rocket Boy de John Blanchard et Peter Hudecki : The Hawk
- 1992 : Boris and Natasha (en), de Charles Martin Smith : Kalishak

### Clip
- 1984 : Ghostbusters de Ray Parker Jr.

## Voix françaises
John Candy a été doublé en français par les acteurs suivants :

### En France
| - Jacques Frantz dans : - Toujours prêts (1985) - Comment claquer un million de dollars par jour (1985) - La Petite Boutique des horreurs (1986) - JFK (1991) - Emmanuel Jacomy dans : - L'Oncle Buck (1989) - Bernard et Bianca au pays des kangourous (1990) (voix) - Once Upon a Crime... (1992) - Alain Flick dans : - 1941 (1979) - Tribunal fantôme (1991) - Michel Vocoret dans : - Un ticket pour deux (1988) - La Vie en plus (1988) - Philippe Peythieu dans : - Ta mère ou moi (1991) - La Star de Chicago (1993) - Patrice Melennec dans : - Pionniers malgré eux (1994) - Canadian Bacon (1995) | Et aussi - Pierre Garin dans Les Blues Brothers (1980) - Claude Brosset dans Les Bleus (1981) (1er doublage) - Jean-Loup Horwitz dans Bonjour les vacances... (1983) - Maurice Risch dans Splash (1984) - Jacques Ferrière dans Les Chester en Floride (1985) - Laurent Hilling dans Armé et dangereux (1986) - Richard Darbois dans La Folle Histoire de l'espace (1987) - Marc de Georgi dans The Great Outdoors (1988) - Jean-Pierre Denys dans Hot to Trot (1988) (voix) - Roger Lumont dans Mais qui est Harry Crumb ? (1989) - Patrice Dozier dans Maman, j'ai raté l'avion ! (1990) - Marc François dans Un crime dans la tête (1991) - Daniel Russo dans Rasta Rockett (1993) - Michel Mella dans Les Bleus (1981) (2e doublage) |